# Departament Zasobów Wewnętrznych Stanów Zjednoczonych
Departament Zasobów Wewnętrznych Stanów Zjednoczonych lub Departament Spraw Wewnętrznych Stanów Zjednoczonych (ang. United States Department of the Interior, DOI) – resort rządu Stanów Zjednoczonych odpowiadający za ochronę przyrody i zarządzanie zasobami naturalnymi kraju. Zajmuje się również sprawami rdzennych Amerykanów. Nie jest to odpowiednik ministerstw spraw wewnętrznych, odpowiadających w innych krajach za sprawy bezpieczeństwa wewnętrznego (w USA funkcję taką pełni Departament Bezpieczeństwa Krajowego). Na czele departamentu stoi sekretarz zasobów wewnętrznych, który jest członkiem gabinetu prezydenta.

## Podział organizacyjny
- Służba Parków Narodowych (National Park Service – NPS)
- Służba Połowu i Dzikiej Przyrody Stanów Zjednoczonych (United States Fish and Wildlife Service – FWS)
- Biuro do spraw Indian (Bureau of Indian Affairs – BIA)
- Biuro Gospodarowania Ziemią (Bureau of Land Management – BLM)
- Służba Gospodarowania Minerałami (Minerals Management Service – MMS)
- Urząd Eksploatacji Powierzchniowej (Office of Surface Mining – OSM)
- United States Geological Survey (USGS)
- Biuro Gospodarki Wodnej Stanów Zjednoczonych (United States Bureau of Reclamation – USBR)
- Urząd Spraw Wyspiarskich (Office of Insular Affairs)